# 颱風康芮 (2018年)
颱風康芮（英語：Typhoon Kong-rey，國際編號：1825，聯合颱風警報中心：WP302018，菲律賓大氣地球物理和天文服務管理局：Queenie）是2018年太平洋颱風季第25個被命名的熱帶氣旋。「康妮」由柬埔寨提供，指柬埔寨民間傳說中一位漂亮少女，亦是一個山名。康妮的命名標誌着該年風季成為1994年以來，1月到9月形成最多命名熱帶氣旋的風季，共達25個。

## 氣象歷史
9月25日，一個低壓區在波納佩島附近海域形成，美國海軍研究實驗室給予熱帶擾動編號94W。同日聯合颱風警報中心將此系統評級為「低」，並在隔日將此系統的評級升為「中」，同時指出該系統附近的海面温度為攝氏29至30度，利於熱帶氣旋發展。9月27日，聯合颱風警報中心將其評級升為「高」，同時發出熱帶氣旋形成警報。9月28日上午11時，聯合颱風警報中心將此系統升格為熱帶低氣壓，給予編號30W。
該系統之後遇到的垂直風切變減少，強度開始增強，並穩定朝西北偏西移動。下午2時，日本氣象廳將其升格為熱帶低氣壓，並發出烈風警告，表示系統可在1日內加強為熱帶風暴。此時多個數值預報顯示未來的路徑不確定性較高，各國的預測路徑東至日本四國，西至台灣北部。9月29日上午5時，聯合颱風警報中心率先將其升格為熱帶風暴。同日下午3時，日本氣象廳將其升格為熱帶風暴，給予編號1825，並命名為康妮。中國國家氣象中心和臺灣中央氣象局在下午2時分別將其升格為熱帶風暴和輕度颱風。
獲得命名後，康妮開始快速增強，低層環流中心的對流逐漸完整。康妮在9月30日凌晨1時45分進入香港天文台責任範圍，該部門把康妮的強度評定為熱帶風暴。同日凌晨2時45分，日本氣象廳將其升格為強烈熱帶風暴。國家氣象中心在上午5時跟隨，而香港天文台在6小時後亦作出此升格。其後康妮逐漸形成中心密集雲團，打開往赤道與北極流出通道。上午11時50分，日本氣象廳將其升格為颱風。下午2時，聯合颱風警報中心和中央氣象局分別將其升格為颱風和中度颱風，下午5時，國家氣象中心將其升格為颱風，香港天文台亦在晚上8時將其升格為颱風，之後繼續增強，10月1日凌晨2時，國家氣象中心將其升格為強颱風，3小時後香港天文台跟隨，下午5時，國家氣象中心將其升格為超強颱風，3小時後香港天文台跟隨。不久，中央氣象局將其升格為強烈颱風。
10月2日，聯合颱風警報中心將其中心風速上調至140節（每小時260公里），代表康妮是繼瑪莉亞、飛燕、山竹、潭美後年內第5個達到薩菲爾-辛普森颶風等級中第五級強度的颱風，更是第六個達到日本氣象廳所評定的「猛烈」級別的颱風，也是第六個達到聯合颱風警報中心所評定的「超級颱風」級別的颱風。
當晚康妮出現雙眼牆結構，加上移入海洋含熱量較低的區域，其強度開始下降。聯合颱風警報中心和中央氣象局在10月3日上午8時分別將其降格為颱風和中度颱風，香港天文台亦在同日晚上10時將其降格為強颱風，更在6小時後將其降格為颱風。但國家氣象中心到翌日（4日）上午5時才將其降格為強颱風，時間上明顯滯後。康妮在當日橫過臺灣以東海域，該區的海水能量在潭美滯停期間大量消耗，水溫跌至低於攝氏26度，未能維持熱帶氣旋發展，其強度持續減弱。國家氣象中心在下午2時將其降格為颱風。從衛星雲圖上可見康妮失去大部份深層對流，只剩下東面環流仍有少量對流。聯合颱風警報中心在晚上8時率先把康妮降格為熱帶風暴。
康妮在10月5日轉向東北偏北移動，大致上維持強度，並橫過東海。翌日（6日）凌晨3至4時左右在濟州島以東近海掠過。受韓國地形影響，康妮稍為減弱。日本氣象廳、國家氣象中心和中央氣象局在上午8時分別將其降格為強烈熱帶風暴、強熱帶風暴和輕度颱風。上午8時50分，韓國氣象廳表示康妮在韓國慶尚南道統營市登陸，登陸時的10分鐘持續風速為每秒32米（每小時115公里），而國家氣象中心則表示康芮在10分鐘前已在韓國慶尚南道沿海登陸。上午10時，香港天文台將其降格為強烈熱帶風暴。
10月7日，日本氣象廳認為康妮已轉化為溫帶氣旋。

### 事後調整
聯合颱風警報中心在2019年10月發表的最佳路徑中，將其巔峰上調至150節（約280公里/每小時）。

## 影響

### 台灣
康妮在10月4日晚上最接近台灣。台灣北部多處受到其雨帶和強陣風影響，氣象局針對5個縣市發佈大雨特報，也對18個縣市發布陸上強風特報，多處沿海空曠地區及鄰近海域受9至11級的強陣風吹襲。

### 日本
當地發布之最高風力警報：暴风警报

#### 琉球群島
受康妮影響，超過200班日本國內航班取消，而6班香港往沖繩的航班亦取消。
康妮是一周內吹襲沖繩的第二個颱風，風暴為當地帶來強風和大雨，造成8人受傷，共2萬戶停電。

#### 九州及四國
康妮雖然沒有正面吹襲，其外圍雨帶為九州及四國帶來大雨。四國在1日內錄得逾300毫米降雨量；長崎縣約有1萬2000戶家庭停電，福岡縣有1人因此而死亡。

### 中國大陸
當地發佈之最高颱風預警信號： 颱風藍色預警信號
随着康妮进入中国大陆海域，中国国家气象中心在10月3日18时发布台风蓝色预警信号。

#### 福建
當地發佈之最高颱風預警信號： 颱風藍色預警信號
福建省气象台在10月3日11时45分发布台风蓝色预警信号。

#### 浙江
10月5日傍晚，浙江沿海受康妮影響掀起巨浪，溫嶺市石塘鎮有不少遊客在岸邊觀浪。

#### 上海
當地發佈之最高颱風預警信號： 颱風藍色預警信號
随着康妮逐渐靠近上海，上海中心气象台在10月4日17时发布台风蓝色预警信号，同时市防汛指挥部启动全市防汛防颱IV级应急响应。

### 韓國
康妮在當地時間上午9時50分登陸慶尚南道統營市，風暴在當地造成2死1失蹤，共277班往返當地的航班取消。慶尚北道盈德郡和浦項市出現嚴重水浸，釜山及濟州島有超過30間房屋被洪水淹沒，釜山有5萬5000戶停電。全國的經濟損失為549億韓圓（折合約4850萬美元）

## 熱帶氣旋警告使用紀錄

### 中國大陸
| 国家气象中心 颱風預警信號 | 国家气象中心 颱風預警信號 | 国家气象中心 颱風預警信號 |
| ------------------------- | ------------------------- | ------------------------- |
| 上一熱帶氣旋              | 颱風藍色預警信號          | 下一熱帶氣旋              |
| 超強颱風山竹              | 颱風藍色預警信號          | 超強颱風玉兔              |

## 外部連結
- （日語）日本氣象廳首頁 （页面存档备份，存于）
- （英文）美國聯合颱風警報中心首頁 （页面存档备份，存于）
- （简体中文）中國國家氣象中心首頁
- （繁體中文）臺灣中央氣象局首頁 （页面存档备份，存于）
- （繁體中文）香港天文台首頁 （页面存档备份，存于）
- （繁體中文）澳門地球物理暨氣象局首頁 （页面存档备份，存于）
- （英文）菲律賓大氣地球物理和天文管理局首頁 （页面存档备份，存于）